# Lotus broussonetii
Lotus broussonetii är en ärtväxtart som beskrevs av Nicolas Charles Seringe. Lotus broussonetii ingår i släktet käringtänder, och familjen ärtväxter. Inga underarter finns listade i Catalogue of Life.